# Lydia Koidula tänav (Tallinn)
La rue Lydia Koidula (estonien : Lydia Koidula tänav) est une rue de Tallinn en Estonie.

## Présentation
La rue traverse le quartier de Kadriorg .
La rue part de la rue Narva, croise les rues Friedrich Robert Faehlmanni tänav et Jaan Poska tänav et se termine à son intersection avec la rue Mäekalda tänav.
La longueur de la rue est de 1,031 km.

## Lieux et monuments de la rue
| #   | Image | Réf.                         |
| --- | ----- | ---------------------------- |
| 9a  |       |                              |
| 10  |       |                              |
| 12a |       | Musée Anton Hansen Tammsaare |
| 21c |       |                              |
| 21c |       | Musée des enfants Miiamilla  |